# Ris-Orangis
Ris-Orangis település Franciaországban, Essonne megyében. Lakosainak száma 30 283 fő (2022. január 1.). Ris-Orangis Draveil, Bondoufle, Fleury-Mérogis, Grigny, Soisy-sur-Seine és Évry-Courcouronnes községekkel határos.

## Népesség
A település népessége az elmúlt években az alábbi módon változott:
| Lakosok száma | 27 312 | 27 797 | 29 040 | 29 225 | 29 589 | 29 745 | 29 643 | 29 825 | 30 283 |
|               | 2013   | 2015   | 2016   | 2017   | 2018   | 2019   | 2020   | 2021   | 2022   |